# سیارک ۱۳۳۳۰
سیارک ۱۳۳۳۰ (به انگلیسی: 13330 Dondavis، نامگذاری:1998SM46) سیزده هزار و سیصد و سی‌امین سیارک کشف شده‌است که در ۲۵ سپتامبر ۱۹۹۸ کشف شد.
قدر مطلق سیارک برابر ۳۷.۱ است.